# Hiposideri d'orelles curtes
L'hiposideri d'orelles curtes (Hipposideros brachyotus) és una espècie de ratpenat de la família dels hiposidèrids. Viu a Bangladesh i l'Índia. Nia en coves, forats entre roques o estructures creades per la mà humana, com ara mines i temples abandonats. És un hiposidèrid de mida mitjana, amb una llargada mitjança dels avantbraços d'uns 47 mm. Té les orelles curtes (10-15,3 mm), amb la base més ampla. El seu nom específic, brachyotus, significa ‘d'orelles curtes’ en llatí. Fou considerat una subespècie de l'hiposideri de Cantor (H. galeritus) fins al 2025.